# Lacus Bonitatis
Lacus Bonitatis – lateinisch für See der Güte – ist ein erstarrter Lavasee auf dem Mond, der von der Entstehung her den größeren Maria gleicht. Die Bezeichnung wurde durch die Internationale Astronomische Union im Jahr 1976 festgelegt.
Die dunkelgraue unregelmäßige Ebene hat einen mittleren Durchmesser von 92 Kilometer und liegt im Nordosten der erdzugewandten Mondseite bei den selenografischen Koordinaten 23° 12' Nord und 43° 42' Ost, nordwestlich am Krater Macrobius. Westlich der Formation befindet sich die Marebucht Sinus Amoris und im Nordwesten die Montes Taurus. 

## Weblinks

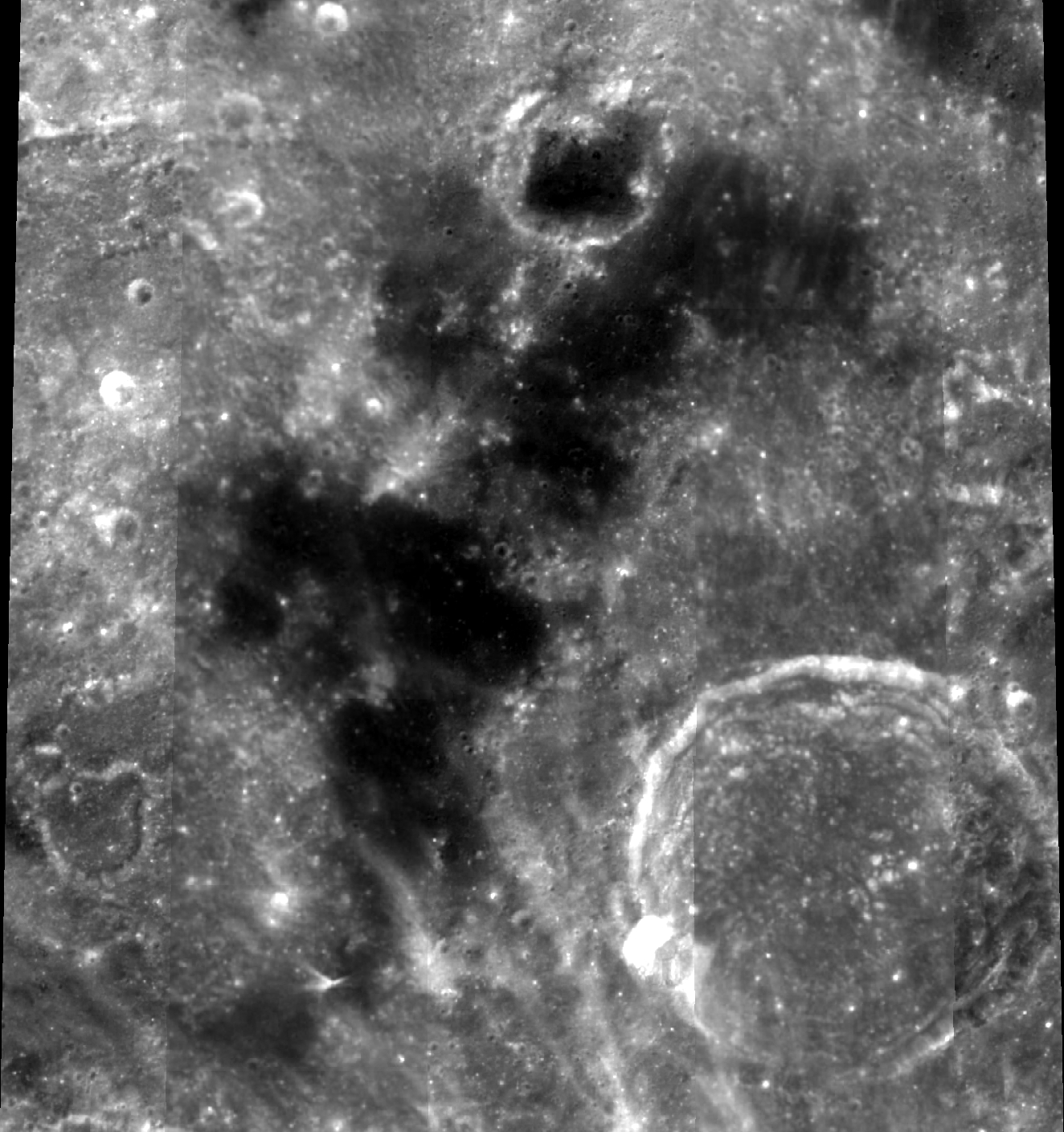
Lacus Bonitatis, aufgenommen durch die Raumsonde Clementine. Rechts unten der 64 km breite Krater Macrobius.